# San Caralampio Agua Dulce
San Caralampio Agua Dulce är en ort i Mexiko.   Den ligger i kommunen Ocosingo och delstaten Chiapas, i den sydöstra delen av landet, 800 km öster om huvudstaden Mexico City. San Caralampio Agua Dulce ligger 759 meter över havet och antalet invånare är 128.
Terrängen runt San Caralampio Agua Dulce är kuperad söderut, men norrut är den platt. Runt San Caralampio Agua Dulce är det glesbefolkat, med 16 invånare per kvadratkilometer. Närmaste större samhälle är San Antonio las Delicias, 7,6 km väster om San Caralampio Agua Dulce. I omgivningarna runt San Caralampio Agua Dulce växer i huvudsak städsegrön lövskog.